# Zapasy na Letnich Igrzyskach Olimpijskich 1968 – kategoria ponad 97 kg w stylu wolnym
Zmagania mężczyzn ponad 97 kg to jedna z ośmiu męskich konkurencji w zapasach w stylu wolnym rozgrywanych podczas Letnich Igrzysk Olimpijskich 1968. Pojedynki w tej kategorii wagowej odbyły się w dniach 17 – 20 października.
Punktacja opierała się na systemie "złych punktów karnych". Zwycięzca otrzymywał zero punktów za wygraną przez "tusz" (łopatki) lub dyskwalifikację; pół punktu za przewagę techniczną, a jeden za zwycięstwo na punkty. Dwa punkty przyznawano za remis, a dwa i pół za remis i pasywność. Za porażkę na punkty zawodnik otrzymywał trzy punkty. Przegrana przez przewagę techniczną skutkowała 3,5 punktami karnymi, a za łopatki lub dyskwalifikację przyznawano 4 punkty karne. Uzyskanie sześciu lub więcej punktów eliminowało zapaśnika z turnieju. Najlepsza trójka walczyła w rundzie finałowej. 

## Klasyfikacja[1]
| Pozycja | Nazwisko                   | Kraj              |
| ------- | -------------------------- | ----------------- |
| 1       | Aleksandr Miedwied         | ZSRR              |
| 2       | Osman Duralijew            | Bułgaria          |
| 3       | Wilfried Dietrich          | RFN               |
| 4       | Ștefan Stîngu              | Rumunia           |
| 5       | Larry Kristoff             | Stany Zjednoczone |
| 6       | Abolfazl Anwari            | Iran              |
| 6       | Öldzijsajchany Erden-Oczir | Mongolia          |
| 8       | Raymond Uytterhaeghe       | Francja           |
| 9       | László Nyers               | Węgry             |
| 10      | Harry Geris                | Kanada            |
| 10      | Wiesław Bocheński          | Polska            |
| 10      | Arne Robertsson            | Szwecja           |
| 13      | Yorihide Isogai            | Japonia           |
| 13      | Gıyasettin Yılmaz          | Turcja            |

## Wyniki

### Pierwsza runda[2]
| Zwycięzca                  | Punkty karne | Wynik           | Przegrany            | Punkty karne |
| -------------------------- | ------------ | --------------- | -------------------- | ------------ |
| Osman Duralijew            | 0            | Łopatki         | Yorihide Isogai      | 4            |
| Aleksandr Miedwied         | 0            | Łopatki         | Gıyasettin Yılmaz    | 4            |
| Abolfazl Anwari            | 1            | Na punkty       | László Nyers         | 3            |
| Larry Kristoff             | 0            | Dyskwalifikacja | Arne Robertsson      | 4            |
| Wilfried Dietrich          | 0            | Łopatki         | Harry Geris          | 4            |
| Öldzijsajchany Erden-Oczir | 1            | Na punkty       | Wiesław Bocheński    | 3            |
| Ștefan Stîngu              | 0            | Łopatki         | Raymond Uytterhaeghe | 4            |

### Druga runda[3]
| Zwycięzca            | Punkty karne | Wynik           | Przegrany                  | Punkty karne |
| -------------------- | ------------ | --------------- | -------------------------- | ------------ |
| Osman Duralijew      | 0            | Łopatki         | Gıyasettin Yılmaz          | 8            |
| Aleksandr Miedwied   | 0            | Łopatki         | Yorihide Isogai            | 8            |
| Abolfazl Anwari      | 2            | Na punkty       | Arne Robertsson            | 7            |
| Larry Kristoff       | 1            | Na punkty       | László Nyers               | 6            |
| Wilfried Dietrich    | 0            | Dyskwalifikacja | Wiesław Bocheński          | 7            |
| Raymond Uytterhaeghe | 5            | Na punkty       | Harry Geris                | 7            |
| Ștefan Stîngu        | 0            | Łopatki         | Öldzijsajchany Erden-Oczir | 5            |

### Trzecia runda[4]
| Zwycięzca                  | Punkty karne | Wynik     | Przegrany            | Punkty karne |
| -------------------------- | ------------ | --------- | -------------------- | ------------ |
| Aleksandr Miedwied         | 1            | Na punkty | Osman Duralijew      | 3            |
| Larry Kristoff             | 2            | Na punkty | Abolfazl Anwari      | 5            |
| Wilfried Dietrich          | 1            | Na punkty | Ștefan Stîngu        | 3            |
| Öldzijsajchany Erden-Oczir | 5            | Łopatki   | Raymond Uytterhaeghe | 9            |

### Czwarta runda[5]
| Zwycięzca          | Punkty karne | Wynik           | Przegrany                  | Punkty karne |
| ------------------ | ------------ | --------------- | -------------------------- | ------------ |
| Osman Duralijew    | 3            | Łopatki         | Abolfazl Anwari            | 9            |
| Aleksandr Miedwied | 1            | Dyskwalifikacja | Larry Kristoff             | 6            |
| Wilfried Dietrich  | 1            | Łopatki         | Öldzijsajchany Erden-Oczir | 9            |
| Ștefan Stîngu      | 3            | Bez walki       |                            |              |

### Piąta runda[6]
| Zwycięzca          | Punkty karne | Wynik     | Przegrany         | Punkty karne |
| ------------------ | ------------ | --------- | ----------------- | ------------ |
| Osman Duralijew    | 4            | Na punkty | Ștefan Stîngu     | 6            |
| Aleksandr Miedwied | 1            | Łopatki   | Wilfried Dietrich | 5            |

### Runda finałowa[7]
| Zwycięzca          | Punkty karne | Wynik     | Przegrany         | Punkty karne                    |
| ------------------ | ------------ | --------- | ----------------- | ------------------------------- |
| Aleksandr Miedwied | 1            | Na punkty | Osman Duralijew   | 3 (zaliczony wynik z III rundy) |
| Aleksandr Miedwied | 1            | Łopatki   | Wilfried Dietrich | 4 (zaliczony wynik z V rundy)   |
| Osman Duralijew    | 3            | Łopatki   | Wilfried Dietrich | 8                               |